# رواية رسائلية

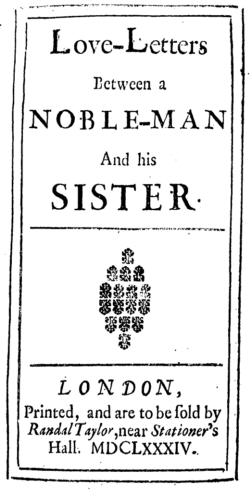
مثال للرواية الرسائلية

الرواية الرسائلية هي نوع أدبى من الرسائل تتكون القصة به من المراسلات الافتراضية لشخص أو مجموعة من الأشخاص، و يمكن أيضا أن تكون المراسلات حقيقية.
ترتب فصول القصة بشكل عام حسب الرسائل المكتوبة بين الشخصيات ( كل رسالة منفصلة عن باقى الرسائل، و تحمل رقماٌ و تاريخاٌ و اسم المتلقى به أو بعض المعلومات عنه).
ظهر هذا النوع الأدبى في القرن السابع عشر و ظل محل تقدير في القرن الثامن عشر. و في بداية القرن الحادي والعشرين ظهر نوع يشابه نمط الرواية الرسائلية في القواعد و يختلف عنه في طرق التواصل. العامل الأساسي في النوع الرسائلى يكمن في المنطقية و الواقعية مع إعطاء القارئ شعور الانتماء للشخصيات و إمكانية وضع نفسه بداخل القصة، فيقترب هذا النوع إذن من النوع المسرحى.